# Caimito (Sucre)
Caimito es un municipio colombiano del departamento de Sucre ubicado en la subregión de San Jorge, al norte del país. La temperatura promedio es de 28 °C.

## Historia
Los fundadores de Caimito, don Andrés y doña Cruz Molina, procedentes de Castilla La Vieja, llegaron de Cartagena de Indias por la vía de Tolú, que ya existía en el año de 1535, y de cuyo puerto desplazaban sus ganados al cuidado del esclavo Mario hasta el asentamiento indígena de Chenú o “Sitio de las Aguas Encantadas”, gobernado por la poderosa cacique Tota, donde un par de nativos le indicaron que a “tres o cuatro lunas de allí” se encontraban unas tierras aptas para el pastoreo y engorde de sus ganados, tierras que estaban situadas en torno a una laguna llena de vigorosa vegetación. Siguiendo las indicaciones, llegaron hasta un lugar al que llamaron Hato Molinero.
Pero por la escasez de agua, el esclavo Mario continuó con la exploración del territorio hasta regresar con las buenas noticias. Fue así como el 24 de junio de 1607, al despuntar el alba, salieron de Hato Molinero para detenerse después de mediodía de camino ante una inmensa ciénaga rodeada de árboles seculares. Tan justificada fue la alegría que uno de los exploradores, haciendo uso de sus dotes de escultor, grabó en el tronco de un árbol de Caimito la imagen de San Juan Bautista, razón por la cual sus fundadores llamaron a esta población San Juan Bautista de Caimito.
Entre los descendientes de los primeros pobladores y del adelantado de Heredia, que habitaron el municipio, cabe resaltar las familias Avilés y Abreu y los hermanos Manuel y Santiago Arráez, quienes fomentaron en esta tierra la labranza y la cría de ganado, dando lugar a la tradicional vocación ganadera de la región.
Desde los tiempos virreinales, en las épocas de sequía se hacía necesaria la trashumancia del ganado, es decir, el paso del ganado por el río o ciénaga hacia potreros con mejores pastos. Esta actividad, en la que participaban los vaqueros con la ayuda de los canoeros, se realizaba al menos dos veces al año, y es una tradición que aún subsiste, y que es celebrada por los caimiteros con fiestas en honor a San Juan Bautista, patrono del municipio.
Caimito hizo parte inicialmente de la Provincia de Chinú y posteriormente fue municipio. Desde 1957 hasta 1962, por decreto del entonces presidente general Gustavo Rojas Pinilla, fue anexado al departamento de Córdoba, y retornó al territorio bolivarense desde esta última fecha hasta 1967, cuando fue incorporado al nuevo ente territorial denominado departamento de Sucre.

## Geografía
El municipio de Caimito se encuentra localizado al suroriente del departamento de Sucre y sus tierras forman parte de la depresión del San Jorge; situado a 8°47’35’’ de latitud Norte y 75°23’34’’ latitud Oeste; y en coordenadas planas 1.465.00 X, 885.500 Y (fuente IGAC, enero de 2002). El casco urbano se encuentra sobre la margen occidental del río San Jorge. 
La zona boscosa del municipio se encuentra en Las Tolúas, al norte del Municipio, y existe también una zona de punta de bosque localizada en el límite con el Municipio de San Marcos y colindante con la ciénaga de Palo Alto. En la zona de ciénagas del Municipio de Caimito, la construcción de terraplenes o muros evitan el paso directo de las especies ictiológicas de una ciénaga a otra, afectando considerablemente la producción y el desarrollo de los peces.

### Límites
- Norte: con el municipio de San Benito Abad y Chinú, Córdoba.
- Sur: con San Marcos.
- Oriente: con Villa de San Benito Abad.
- Occidente: con La Unión.

## División Político-Administrativa
Aparte de su Cabecera Municipal. Caimito tiene bajo su jurisdicción los siguientes centros poblados:
- Aguilar
- Cedeño
- El Mamón
- La Mejía
- La Solera
- Las Pavitas
- Los Cayitos
- Los Ossas
- Molinero
- Nueva Estación
- Nueva Estrella
- Nueva Fe
- Pompuma
- Pueblo Búho
- Pueblo Nuevo
- Punta Alférez
- Siete Palmas
- Tanga Sola
- Tofeme

## Símbolos

### Bandera
La bandera de Caimito se compone por tres franjas horizontales de iguales dimensiones.
La primera franja, blanca simboliza la paz y la armonía que deben reinar entre los caimiteros, la segunda franja de color verde, representa la riqueza agrícola y ambiental del municipio y sus extensas sabanas. En medio de la franja color verde hay un círculo blanco con letras en círculo que dice municipio de caimito sucre, dentro del círculo hay una estrella azul, que representa la unidad del pueblo. Finalmente, la franja roja simboliza la herencia de los fundadores y antepasados, la sangre de los abuelos y sus antiguas tradiciones. 

## Lugares de interés
- Templo parroquial de estilo neogótico
- Parque principal
- Glorieta de la Virgen
- Ciénaga de Caimito

## Festividades
- Fiesta de San Juan Bautista.
- Festival Riano Sabanero.
- Fiestas de Toro.
- Virgen del Carmen.
- Virgen del Tránsito.

## Estructura organizacional municipal
| Caimito      | Caimito     | Caimito                    |
| Departamento | Código DANE | Categoría municipal (2023) |
| ------------ | ----------- | -------------------------- |
| Sucre        | 70124       | Sexta                      |

- Personería: Es un centro del Ministerio Público de Colombia que ejerce, vigila y hace control sobre la gestión de las alcaldías y entes descentralizados; velan por la promoción y protección de los derechos humanos; vigilan el debido proceso, la conservación del medio ambiente, el patrimonio público y la prestación eficiente de los servicios públicos, garantizando a la ciudadanía la defensa de sus derechos e intereses.

- Concejo Municipal: Es la suprema autoridad política del municipio. En materia administrativa sus atribuciones son de carácter normativo. También le corresponde vigilar y hacer control político a la administración municipal. Se regulan por los reglamentos internos de la corporación en el marco de la Constitución Política Colombiana (artículo 313) y las leyes, en especial la Ley 136 de 1994 y la Ley 1551 de 2012.

Constituido por 11 concejales por un periodo de 4 años. 
- Alcaldía Municipal: En esta se encuentra la administración municipal y las entidades descentralizadas del municipio.

El Alcalde se pronuncia mediante decretos y se desempeña como representante legal, judicial y extrajudicial del municipio. El actual Alcalde municipal es Lucy Buelvas Martínez (2024-2027), elegido por voto popular.
- JAL.

## Servicios públicos
- Energía Eléctrica: Afinia, del grupo EPM, es la empresa prestadora del servicio de energía eléctrica.
- Gas Natural: Surtigas es la empresa distribuidora y comercializadora de gas natural en el municipio.